# زغال‌اخته آفیسینالیس
زغال‌اخته آفیسینالیس (نام علمی: Cornus officinalis) نام یک گونه از سرده زغال‌اخته است.

## ترکیبات موجود در این گیاه
از جمله ترکیبات موجود در این گیاه می‌توان به گلیکوزیدهای لوگانین و مورونیزید و هم‌چنین به پلی‌فنول 7-O-galloyl-d-sedoheptulose اشاره نمود.

## خواص دارویی
در طب سنتی کشورهای چین، ژاپن و کره، میوه‌های این گیاه به عنوان مقوی، ضد درد (مسکن) و مدر (ادرار آور) شناخته می‌شود.

## نگارخانه

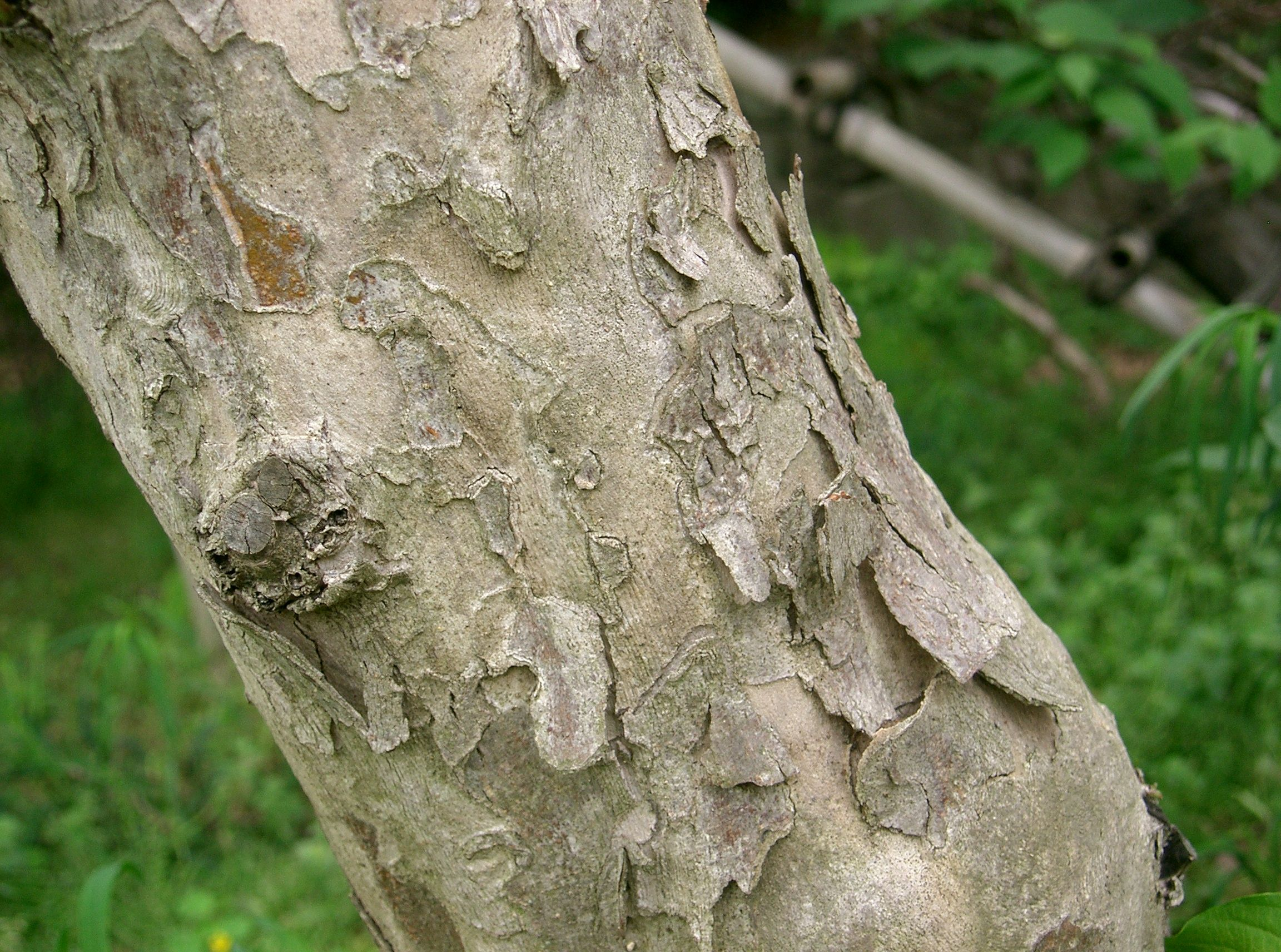
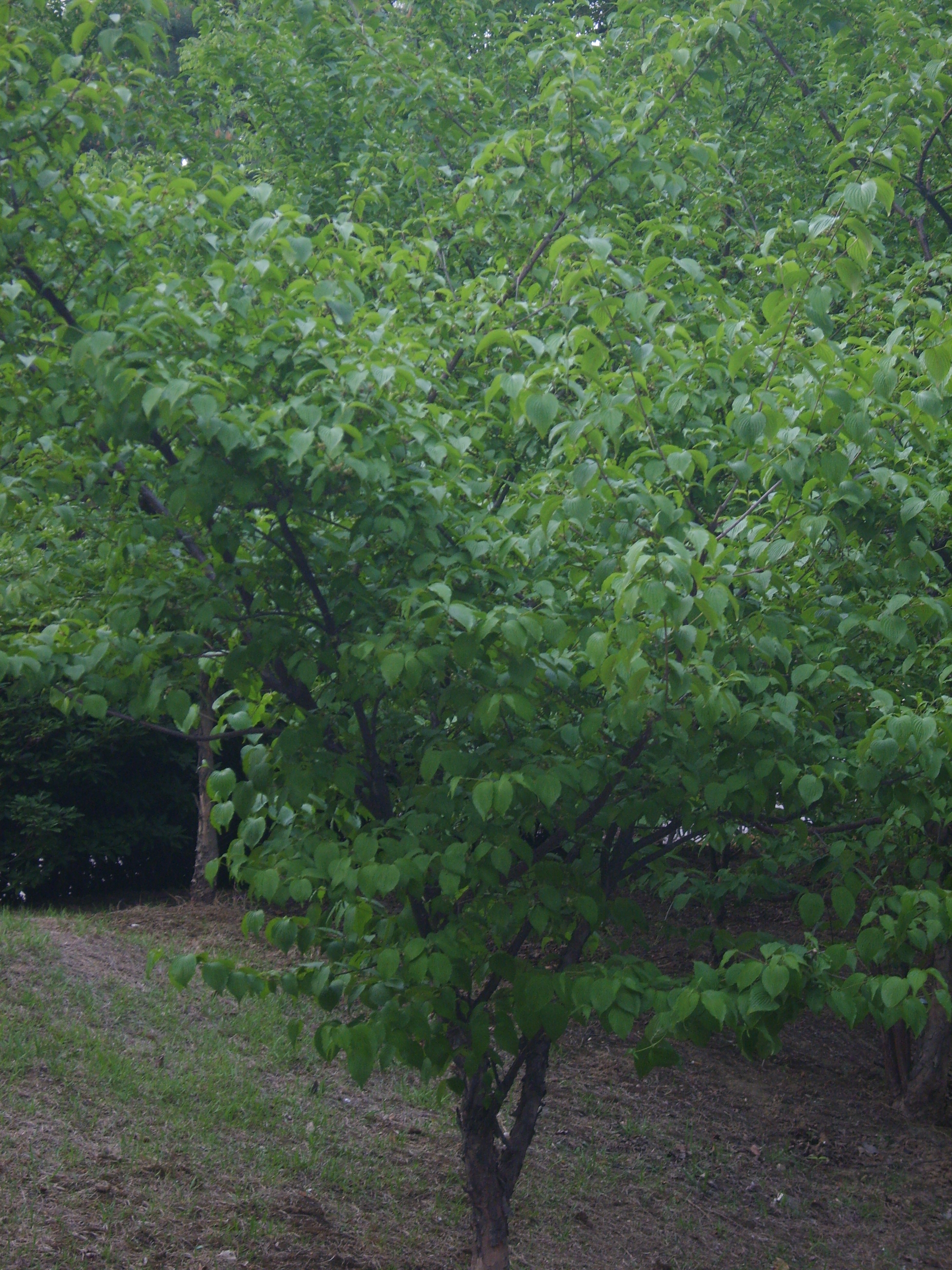
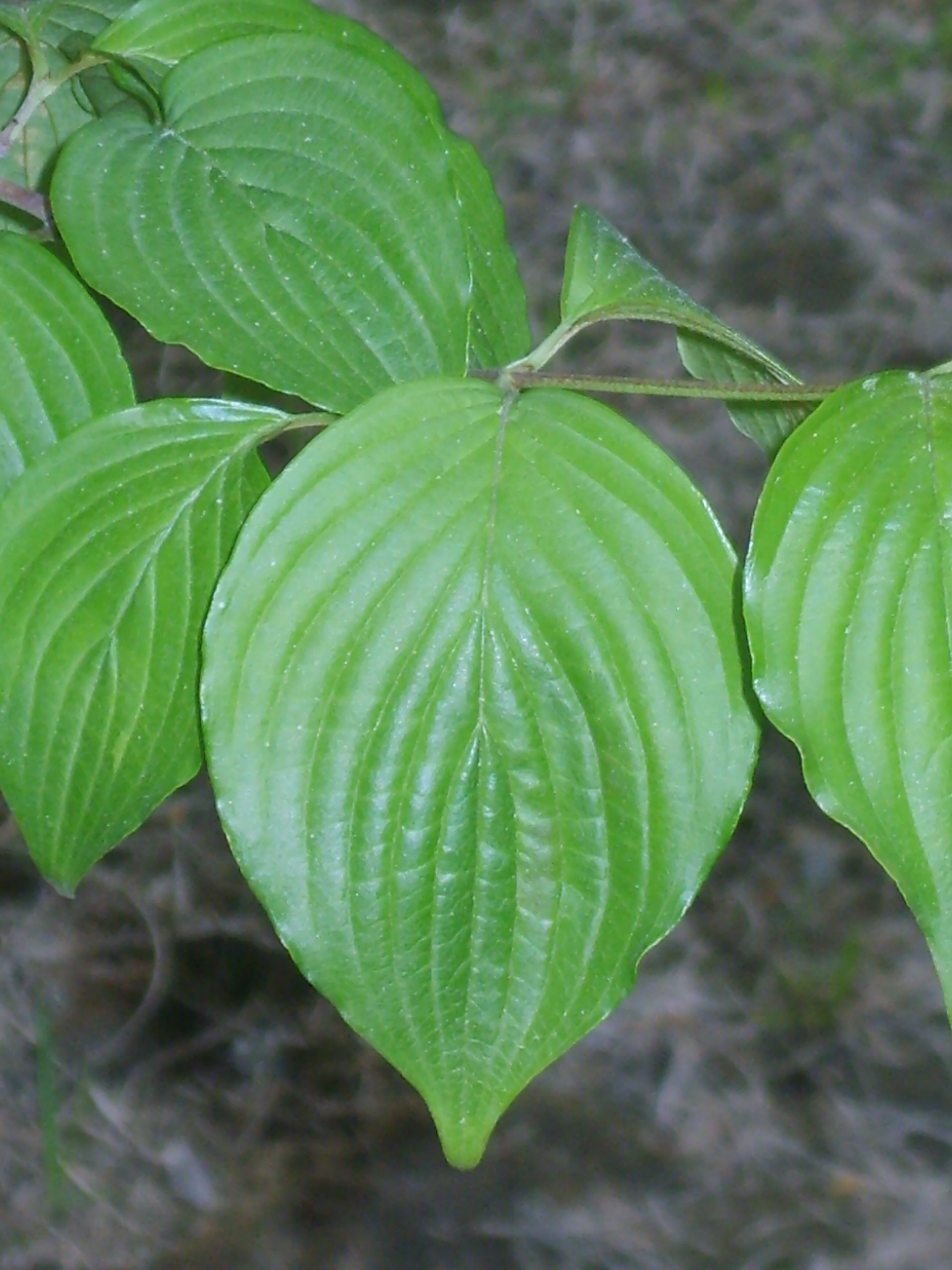
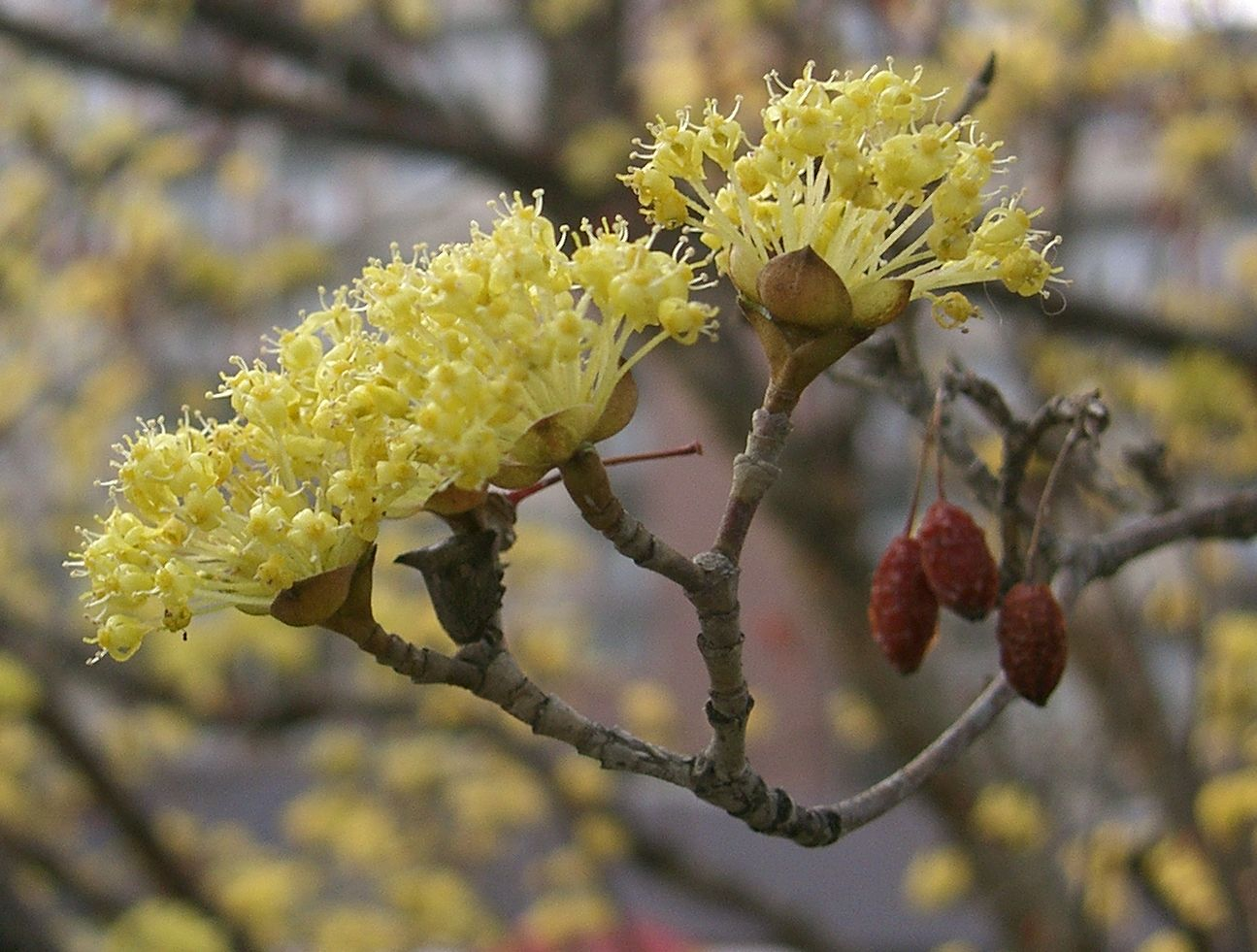
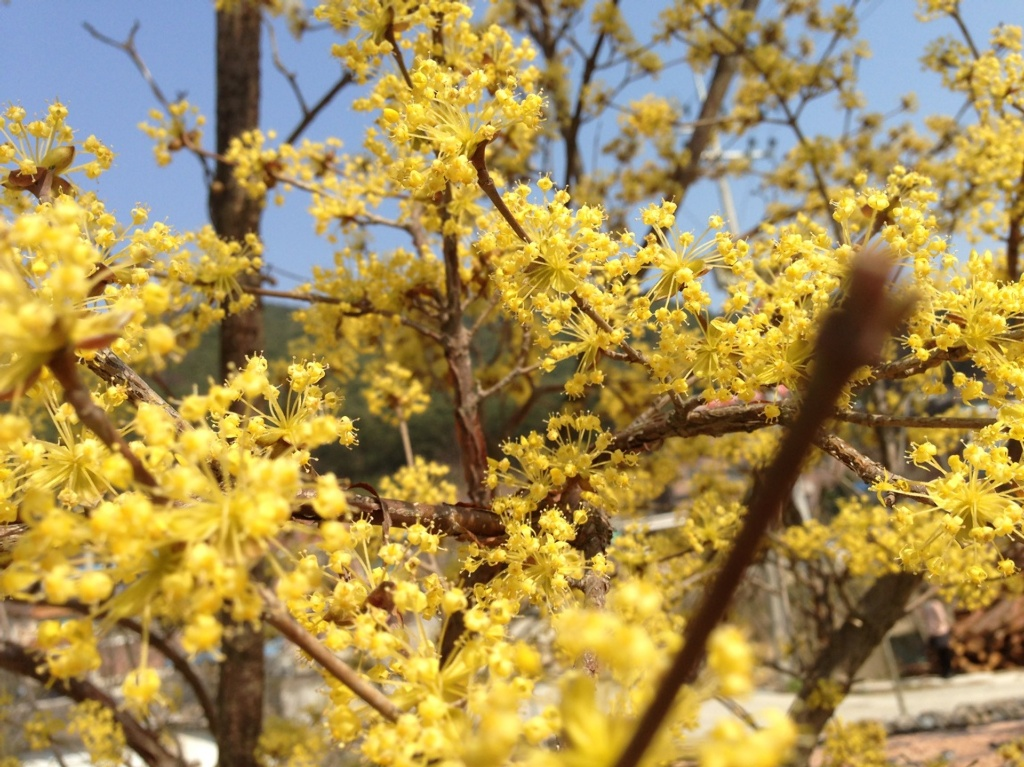